# Château-Dessus
Le château-Dessus est un château situé à Chauvirey-le-Châtel, en France.

## Localisation
Le château est situé sur la commune de Chauvirey-le-Châtel, dans le département français de la Haute-Saône.

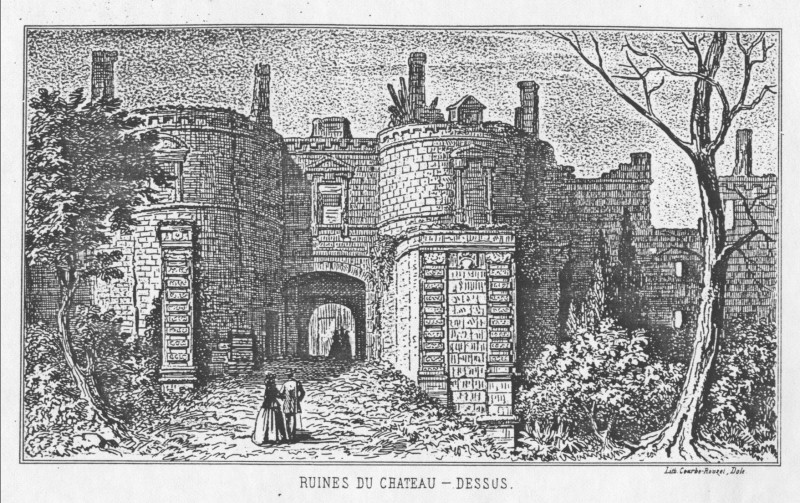
état au XIXe siècle

## Historique
Le château-Dessus est bâti au XIIIe siècle, à l'ouest d'un édifice plus ancien. Lors du partage de la seigneurie de Chauvirey, il devient l'un des deux châteaux, avec le Château-Dessous, à proximité.
En mauvais état, il est rebâti au XVIIe siècle sur les plans de Jacques Gentillâtre. Laissé à l'abandon dès le XVIIIe siècle, il tombe en ruine. Il n'en reste aujourd'hui qu'un pan de mur.
L'édifice est inscrit au titre des monuments historiques en 1994.